# Uloborus velutinus
Uloborus velutinus är en spindelart som beskrevs av Butler 1882. Uloborus velutinus ingår i släktet Uloborus och familjen krusnätsspindlar.
Artens utbredningsområde är Madagaskar. Inga underarter finns listade i Catalogue of Life.